# Myaka myaka
Myaka myaka är en fiskart som beskrevs av Ethelwynn Trewavas 1972. Myaka myaka ingår i släktet Myaka och familjen Cichlidae. IUCN kategoriserar arten globalt som akut hotad. Inga underarter finns listade i Catalogue of Life.